# Lex Frisionum
De Lex Frisionum (Friese Wet) is een optekening van het gewoonterecht van de Friezen, een door de Franken geherintroduceerde term voor de bewoners van het Nederlandse kust- en centrale rivierengebied. Deze optekening vond plaats in het Latijn rond het jaar 790 in opdracht van Karel de Grote. De Lex Frisionum beschrijft voornamelijk het strafrecht; een enkele bepaling, bijvoorbeeld Titel VI, ziet op het huwelijksrecht.
De enige overgeleverde versie van de Lex Frisionum is gedrukt door Herold in Bazel in 1557. De originele manuscripten zijn verloren gegaan.
Het rechtsgebied van de Lex Frisionum liep van het Zwin tot aan de Wezer. De Lex Frisionum scheidde dit gebied in drie delen door het Vlie en de Lauwers. 

## Ontstaan
De Lex zoals die bekend is uit de uitgave van Herold is vermoedelijk een kladversie. Karel de Grote streefde naar een wetboek dat in zijn gehele rijk van kracht zou zijn. Daaraan voorafgaand liet hij van alle overwonnen stammen de bestaande wetten, veelal gewoonterecht, inventariseren. De Lex lijkt deels een inventarisatie van bestaand gewoonterecht, en deels regels die de nieuwe heer (Karel de Grote) heeft opgesteld. De Lex bevat bijvoorbeeld een bepaling over de zondagsrust, Titel XVIII, hetgeen moeilijk een vastlegging van Fries gewoonterecht kan zijn.
Het is niet zeker wanneer de overgeleverde versie van de Lex is opgeschreven. Vermoedelijk ligt die datum tussen 785, toen het laatste Friese verzet tegen Karel de Grote werd gebroken, en 793/794. In die tijd werd door Karel de Grote in zijn gehele rijk verplicht een nieuwe munteenheid ingevoerd onder verbod van gebruik van andere munteenheden. Deze nieuwe munteenheid is in de Lex Frisionum niet vermeld. Het ontwerp is duidelijk niet voltooid en geen wet geworden op de Rijksdag van Aken in 802. Daardoor zijn pre-frankische, heidense gewoonteregels niet verwijderd en ons ter kennis kunnen komen.

## Inhoud
De Lex Frisionum bevat voornamelijk een lijst met strafbare feiten zoals doodslag, diefstal en brandstichting en de hoogte van het weergeld en vredesgeld die daarop volgens het gewoonterecht stond. Het weergeld moest betaald worden aan het slachtoffer (of diens nabestaanden), het vredesgeld aan de koning. De hoogte van weergeld en vredesgeld was afhankelijk van de stand van dader en slachtoffer. Blijkens de Lex Frisionum was de bevolking verdeeld in vier standen:
- edelen
- vrijen
- horigen
- slaven

Het weergeld dat moest worden betaald was voor een edele het hoogst, voor een vrije 50% van de edele, en voor een horige 50% van een vrije, voor slaven moest de marktwaarde worden betaald.
Op sommige punten geeft de Lex aan dat de boeten verschilden in de drie delen van Friesland. Opmerkelijk is dat in de Lex de boeten voor mannen en vrouwen dezelfde zijn. In de meeste andere Germaanse wetten werd het leven van een vrouw hoger beboet.
Twee bepalingen in de Lex zijn naar huidige maatstaven moeilijk te begrijpen. De eerste bepaling, Titel V, geeft een opsomming van hen die zonder boete gedood mogen worden. Daaronder valt hij die een heiligdom kapot heeft gemaakt, maar ook het pasgeboren kind dat door de moeder gedood mag worden. Dat mocht zo lang het kind nuchter was. Daar wordt aan toegevoegd dat de vrouw die dit doet, haar  manswaarde verbeurt aan de koning. Opmerkelijk is dat het verwonden van een harpspeler (harpator) of een wever, of een goudsmid, de boete verhoogde met een kwart. Kunstenaars hadden dus extra bescherming.(Wlemar deel VI art. 23 & 24)
De laatste bepaling in de Lex is de meest bekende en heeft de Lex lange tijd een bedenkelijke reputatie gegeven. De regel bepaalt dat wie in een heiligdom inbreekt en daar een heilig voorwerp wegneemt, naar de zee wordt gevoerd, op het strand dat bij vloed onderloopt wordt vastgebonden waarbij hij gecastreerd wordt en zijn oren gekloofd. Hij wordt geofferd, vermoedelijk door de verdrinkingsdood, aan de god wiens tempel hij heeft onteerd.
Naast een opsomming van vele strafbare feiten geeft de Lex Frisionum ook een simpele regel van bewijsrecht. Als men beschuldigd werd van een van de genoemde feiten dan kon men zijn onschuld aantonen door het gebruik van de eed. Afhankelijk van het feit en de
stand van de beklaagde diende zijn eed ondersteund te worden door een bepaald aantal eedhelpers. Op een enkele plaats wordt bewijs gevraagd door een godsoordeel, in dit geval met kokend water.
Het staat vast dat er geen duidelijke lijnen zijn te trekken van de bepalingen uit de Lex Frisionum naar het latere Oudfriese recht.